# Anatoli Grigorjewitsch Jegorow
Anatoli Grigorjewitsch Jegorow (russisch Анатолий Григорьевич Егоров; * 25. Oktober 1920 in Skopin in der Oblast Rjasan; † 15. Februar 1997 in Moskau) war ein russischer Philosoph.

## Leben
Jegorow absolvierte 1941 das Moskauer Staatliche Pädagogische Institut.
1941 bis 1946 diente er in der Roten Armee und rückte bis zum Hauptmann vor. Zu Ende des Krieges wurde er u. a. mit der Medaille „Sieg über Deutschland“ und der Medaille „Für den Sieg über Japan“ ausgezeichnet.
Seit 1946 war er als Journalist und Dozent tätig und wirkte ab 1956 als Chefredakteur der Zeitschrift Politisches Selbststudium (Политическое самообразование, Politischeskoje samoobrasowanije).
1961 wurde Jegorow stellvertretender Leiter der Abteilung Agitation und Propaganda im Zentralkomitee (ZK) der KPdSU. Ab 1965 übernahm er die Stellung des Chefredakteurs der Zeitschrift Kommunist.
Seit 1962 war er korrespondierendes Mitglied der Akademie der Wissenschaften der UdSSR und Direktor des Instituts für Marxismus-Leninismus bei ZK der KPdSU. Auf dem XXII. Parteitag der KPdSU wurde Jegorow zum Mitglied der Zentralen Revisionskommission, auf dem XXIII. und XXIV. Parteitag zum Kandidaten des ZK, auf dem XXV. und XXVI. Parteitag zum Mitglied des ZK gewählt.
Jegorow wurde mit zahlreichen staatlichen und gesellschaftlichen Auszeichnungen geehrt. So erhielt er 1981 den Nationalpreis der DDR I. Klasse für Wissenschaft und Technik.

## Werke in deutscher Übersetzung
- Die Kunst und das gesellschaftliche Leben, Berlin 1962
- Ästhetik und gesellschaftliches Leben, Berlin 1976